# Ivan Antunov iz Vienne
Ivan iz Vienne (14. stoljeće, francuski graditelj, kipar i klesar).
Ivan graditelj iz francuskog grada Vienne (Jean de Vienna, Johannes Antonii de Vienna). Preselio se u Dubrovnik. Ugovori ga od 1379. do 1882. godine spominju kao protomajstora dubrovačke crkve sv. Vlaha. Godine 1382. za palaču zadarskog plemića Bartula Ivanova de Qualisa izradio je kamene ukrase, zidne umivaonike, krune bunara, stupove s kapitelima i prozore slične onima srednjeg dijela zvonika dubrovačke franjevačke crkve. Također je radio i u Stonu.
Od 1385. godine živi u Korčuli. Ondje preuzima radionicu graditelja korčulanske katedrale Hranića Dragoševića. Godine 1388. obvezao se ugovorom da će graditi općinsku ložu u Korčuli. Radio je i na gradskim utvrdama.